# Trenul de noapte – Proză fantastică
Trenul de noapte: proză fantastică este o antologie de texte de literatură fantastică de autori români și străini. Titlul antologiei este dat de nuvela „Trenul de noapte” a scriitorului român Ioan Groșan. Coperta volumului este realizată de Dieter Sabău. Antologia a apărut la Editura Astra în 1987. Volumul a fost un supliment al revistei ASTRA, realizat în colaborare cu Teatrul Dramatic Brașov. Antologia a fost întocmită de Angela Tudorii și prefațată de poetul și eseistul Mircea Ciobanu.

## Cuprins
Sursa: 
- „Addenda la o propunere pentru un periplu fantastic”, cuvânt înainte de Angela Tudorii
- „Notă” de Angela Tudorii
- „Mai aproape de sine”, prefață de Mircea Ciobanu
- „O vizită amînată”, ficțiune scurtă de Azorín (traducere a La visita aplazada, 1942, traducere de Magdalena Vaida)
- „Cele trei măști”, ficțiune scurtă de Azorín (traducere a Las tres caretas, 1930, traducere de Doina Lincu)
- „Aureola neagră”, ficțiune scurtă de A. E. Baconsky
- „Idolul”, ficțiune scurtă de Adolfo Bioy Casares (traducere a El ídolo, 1948, traducere de Mariana Vartic)
- „Vîntul” ficțiune scurtă de Ray Bradbury (traducere a The Wind, 1943, traducere de Virgil Stanciu)
- „Zmeul auriu și vântul argintiu”, ficțiune scurtă de Ray Bradbury (traducere a The Golden Kite, the Silver Wind, 1953, traducere de Radu Gârbacea)
- „Marinarul finlandez”, ficțiune scurtă de J. G. Brandt (1968, traducere de Viorica Mircea)
- „Gîndacul”, ficțiune scurtă de Dino Buzzati (traducere a Lo scarafaggio, 1950, traducere de Alexandru Baciu)
- „Burghezul vrăjit”, ficțiune scurtă de Dino Buzzati (traducere a Il borghese stregato, 1946, traducere de Mihai Banciu)
- „Uciderea balaurului”, ficțiune scurtă de Dino Buzzati (traducere a L'uccisione del drago, 1939,[6] traducere de Mihai Banciu)
- „Drum spre Arania”, ficțiune scurtă de Daniel Drăgan
- „Sub semnul Soarelui”, ficțiune scurtă de Fernand Dumont (traducere a L'influence du Soleil, 1935, traducere de Viorica Mircea)
- „Tunelul”, ficțiune scurtă de Friedrich Dürrenmatt (traducere a  Der Tunnel, 1952, traducere de Ion Roman)
- „Podul”, ficțiune scurtă de Mircea Eliade
- „Distrugătorul”, ficțiune scurtă de Alexandr Grin (traducere a Убийца, 1908, traducere de Natalia Radovici)
- „Trenul de noapte”, ficțiune scurtă de Ioan Groșan
- „Divertisment”, ficțiune scurtă de Franz Kafka (traducere de Viorica Mircea)
- „Podul”, ficțiune scurtă de Franz Kafka (traducere a Die Brücke, 1931, traducere de Viorica Mircea)
- „Vînătorul Gracchus”, ficțiune scurtă de Franz Kafka (traducere a Der Jäger Gracchus, 1931, traducere de Carmen Pucheanu)
- „Un vis”, ficțiune scurtă de Franz Kafka (traducere a Ein Traum, 1916, traducere de Angela Tudorii)
- „Oaspetele”, ficțiune scurtă de Viekoslav Kaleb (traducere de Angela Tudorii)
- „Elegie”, ficțiune scurtă de Yasunari Kawabata (traducere de Angela Tudorii)
- „Fachirul”, ficțiune scurtă de Kosztolányi Dezső (traducere a A fakír, 1907, traducere de Magdalena Vaida)
- „O musafiră neobișnuită”, ficțiune scurtă de Kosztolányi Dezső (traducere a Vendég, 1930, traducere de Magdalena Vaida)
- „Cineva împrăștia trandafirii”, ficțiune scurtă de Gabriel García Márquez (traducere a Alguien desordena estas rosas, 1952, traducere de Doina Lincu)
- „A treia resemnare”, ficțiune scurtă de Gabriel García Márquez (traducere a La tercera resignación, 1947, traducere de Doina Lincu)
- „Păsările”, ficțiune scurtă de Daphne du Maurier (traducere a The Birds, 1952, traducere de Angela Tudorii)
- „Prințișorul”, ficțiune scurtă de Antoine de Saint-Exupéry, fragment din Micul prinț, traducere de Domnița Gherghinescu Vania
- „Căprioara din vis”, ficțiune scurtă de Vasile Voiculescu

## Povestiri

### „Vîntul”
În această povestire de groază a lui Ray Bradbury, vântul obișnuit este personificat ca un fel de monstru sinistru, care își urmărește victimele până la capătul pământului ca să le sugă viața.

### „Aureola neagră”
Povestirea „Aureola neagră”, relatată la persoana I, prezintă o călătorie a doi prieteni arheologi pe malul dobrogean al Mării Negre în căutarea unui altar străvechi al lui Zamolxis și dispariția misterioasă a unuia dintre ei în urma unei succesiuni de întâmplări stranii. Autorul descrie un cadru izolat și sumbru, atins de ravagiile timpului.

### „Zmeul auriu și vântul argintiu”
Povestirea lui Ray Bradbury a fost publicată în timpul Războiului Rece și este o alegorie a cursei înarmării nucleare dintre Statele Unite și Uniunea Sovietică.

### „Gîndacul”
În această povestire a lui Dino Buzzati, naratorul se întoarce noaptea acasă și zdrobește un gândac pe podea. Ajuns în pat, el nu poate adormi și își dă seama că toate viețuitoarele și lucrurile din jurul lui prezintă o agitație stranie cauzată de prezența morții persistente a insectei care moare: Timp de două ore și jumătate din noapte - m-am cutremurat - insecta necurată lipită de podea de propriile mucilagii viscerale, timp de două ore jumătate a continuat să moară și încă nu s-a terminat.

### „Burghezul vrăjit”
„Burghezul vrăjit” descrie ultimele ore din viața unui comerciant de cereale care, după ce și-a dus familia în cea de-a unsprezecea vacanță mediocră la munte, își va găsi moartea într-un joc organizat de un grup de copii, un joc în care el aderă nepăsător, cu entuziasm, pentru a-și răscumpăra existența cenușie, și care i se va dovedi fatal.

### „Trenul de noapte”
Nuvela prezintă trecerea în viteză printr-o haltă, trei zile la rând, a unui misterios tren de noapte, care avea toate luminile stinse și lăsa în urmă un miros puternic de trandafiri, iar unii comentatori au considerat-o ca aparținând genului fantastic prin prefigurarea morții ca o călătorie fără întoarcere.

### „Tunelul”
Este considerată una dintre cele mai reușite scrieri suprarealiste ale lui Friedrich Dürrenmatt, o parodie a romanului lui Thomas Mann, Muntele vrăjit. Un student de 24 de ani, gras și fumător înrăit, se urcă în trenul cu care mergea de obicei la universitate, dar surprinzător, când trenul intră într-un tunel foarte mic, tunelul nu se mai termină. Întunericul continuă zece minute, cincisprezece minute, douăzeci de minute. Studentul devine nervos, dar ceilalți pasageri sunt calmi, pentru că nu văd (sau nu vor să vadă) iminenta catastrofă. 
Trenul ar putea reprezenta inevitabilitatea unei catastrofe în fiecare viață, cum ar fi moartea sau necunoscutul; de fapt, teroarea poate să intre în viața unei persoane fără avertizare, iar oamenii se ascund în spatele banalității. Ultima frază a povestirii consideră această teroare ca voința lui Dumnezeu, dar acest lucru nu face ca teroarea să fie mai clară. O altă interpretare ar fi că povestirea este un comentariu social despre ignoranța societății în fața unui dezastru iminent.

### „Podul”, deEliade
Această nuvelă este una dintre cele mai teoretice scrieri literare ale lui Mircea Eliade, prelungind și concentrând dimensiunea metafizică indiană, existentă în mai multe din scrierile sale. Nuvela prezintă o discuție stranie purtată într-un tren de patru prieteni, care evidențiază existența misterului sacru în profan/cotidian.
„Podul” are la bază teoria ambivalenței evenimentului, adică a coexistenței în aceeași ființă sau în același lucru a două universuri contrarii („coincidentia oppositorum”). Nuvela încearcă să evidențieze existența unor semnificații secrete, transcendentale, în întâmplări aparent banale.

### „Divertisment”
„Divertisment” face parte din categoria poveștilor cu animale ale lui Kafka, care descriu transformări ireale. Este vorba aici de un animal straniu care este jumătate miel și jumătate pisică, având o natură duală ce îmbină trăsături contradictorii: blândețea mielului și rapacitatea felinei.

### „Podul”, deKafka
În această scurtă povestire parabolă narată la persoana I un drumeț se apropie de un pod aflat peste o prăpastie, la o înălțime inaccesibilă, și, sărind cu ambele picioare pe el, îi provoacă prăbușirea.

### „Vînătorul Gracchus”
Povestirea descrie un om mort de multă vreme, destinat să rătăcească veșnic și fără nici un scop pe apele mărilor lumii, neputând să-și găsească nicăieri odihna, deoarece ambarcațiunea care trebuia să-l ducă în lumea de dincolo a fost deviată din drum în mod misterios.

### „Un vis”
Această povestire a lui Franz Kafka, legată de romanul Procesul prin protagonistul lor comun, Josef K., prezintă un vis fantezie al propriei morți, putând simboliza înțelegerea apropierii morții, dar și a încetării activității literare.

## Legături externe
- Trenul de noapte - Proză fantastică, goodreads.com